# Единбург
Единбу́рг (Ембра, англ. Edinburgh, шотл. Edinburgh, шотл. гел. Dùn Èideann) — столиця і друге за величиною місто Шотландії, адміністративний центр області Единбург.
Визнаний столицею Шотландії принаймні з XV століття, Единбург є резиденцією шотландського уряду, шотландського парламенту, вищих судів Шотландії та палацу Голірудхаус, офіційної резиденції британського монарха в Шотландії. Це також щорічне місце проведення Генеральної асамблеї церкви Шотландії. Місто тривалий час було центром освіти, зокрема в галузі медицини, шотландського права, літератури, філософії, науки та техніки. Единбурзький університет, заснований у 1582 році та нині один із трьох у місті, вважається одним із найкращих дослідницьких закладів у світі. Станом на 2024 рік це 2-й за величиною фінансовий центр у Сполученому Королівстві, 10-й за величиною в Європі та 33-й у світі.

## Географія
Розташований на східному узбережжі Шотландії (територія Шотландської низовини) на південному березі затоки Ферт-оф-Форт.
Населення міста становить 471 650 осіб (2008; 446 110 в 2006).

## Історія
Археологічні знахідки вказують, що люди населяли землі навколо сучасного міста вже в бронзову та залізну добу. Формальне заснування міста пов'язують з ім'ям короля Едвіна, християнського монарха Королівства Нортумбрія, яке займало центральну частину території Великої Британії у VII–X століттях. Основою міста стала фортеця, побудована Едвіном для захисту північного кордону своїх володінь. Сучасний Единбург пізніше утворився з поселень навколо цієї фортеці.
У X столітті Единбург був захоплений Королівством Шотландія і протягом довгого періоду часу лишався спірною територією між Шотландією та Англією, переходячи від одного королівства до іншого під час численних прикордонних війн та сутичок. Шотландія отримала твердий контроль над містом у XV столітті, тоді ж король Яків IV перевіз сюди королівський двір, зробивши Единбург столицею Шотландії.
1450 року кордони Единбурга були вперше окреслені шляхом будівництва захисного муру. Захищена площа була досить невеликою (відповідає сучасному району Старе місто), тому мешканці були змушені щільно забудовувати територію Единбурга та розвивати багатоповерхове будівництво. Ці фактори визначили характерні риси Старого міста — нетипові для більшості історичних забудов багатоповерхові житлові будинки та вкрай вузькі вулиці й провулки, тільки деякі давали змогу пересуватися на кінних екіпажах.
Наприкінці XVIII — початку XIX століття Единбург є центром так званого шотландського просвітництва, одним із найяскравіших представників якого був Адам Сміт — всесвітньо відомий економіст та філософ, який, зокрема, сповідував необхідність розвитку концепції «британства», тобто, у випадку Шотландії — відмови шотландців від національного самоусвідомлення та відокремлення власної історії й культури від спільних з Англією. Протягом цього ж періоду відбулося істотне розширення території Единбурга — до міста були приєднані декілька навколишніх поселень, також було збудовано район, що дістав назву «Нове місто».
Протягом XIX століття відбувалася індустріалізація Единбурга, однак її темпи були менш значними, ніж у Глазго, що обумовило прискорений розвиток останнього та перехід до нього статусу найбільшого міста, а також найпотужнішого промислового та торговельного центру Шотландії. Единбург, своєю чергою, лишається адміністративним та культурним центром регіону.
Единбург називають Auld Reekie (Old Smoky) через його труби Старого міста, які постійно димлять, або Auld Greekie, або «Північні Афіни», за його роль як центру філософії.
У місті знаходиться Единбурзький університет — один із головних вишів країни. Райони Единбурга — Старе місто і Нове місто — в 1995 році були занесені ЮНЕСКО до переліку об'єктів Всесвітньої спадщини.

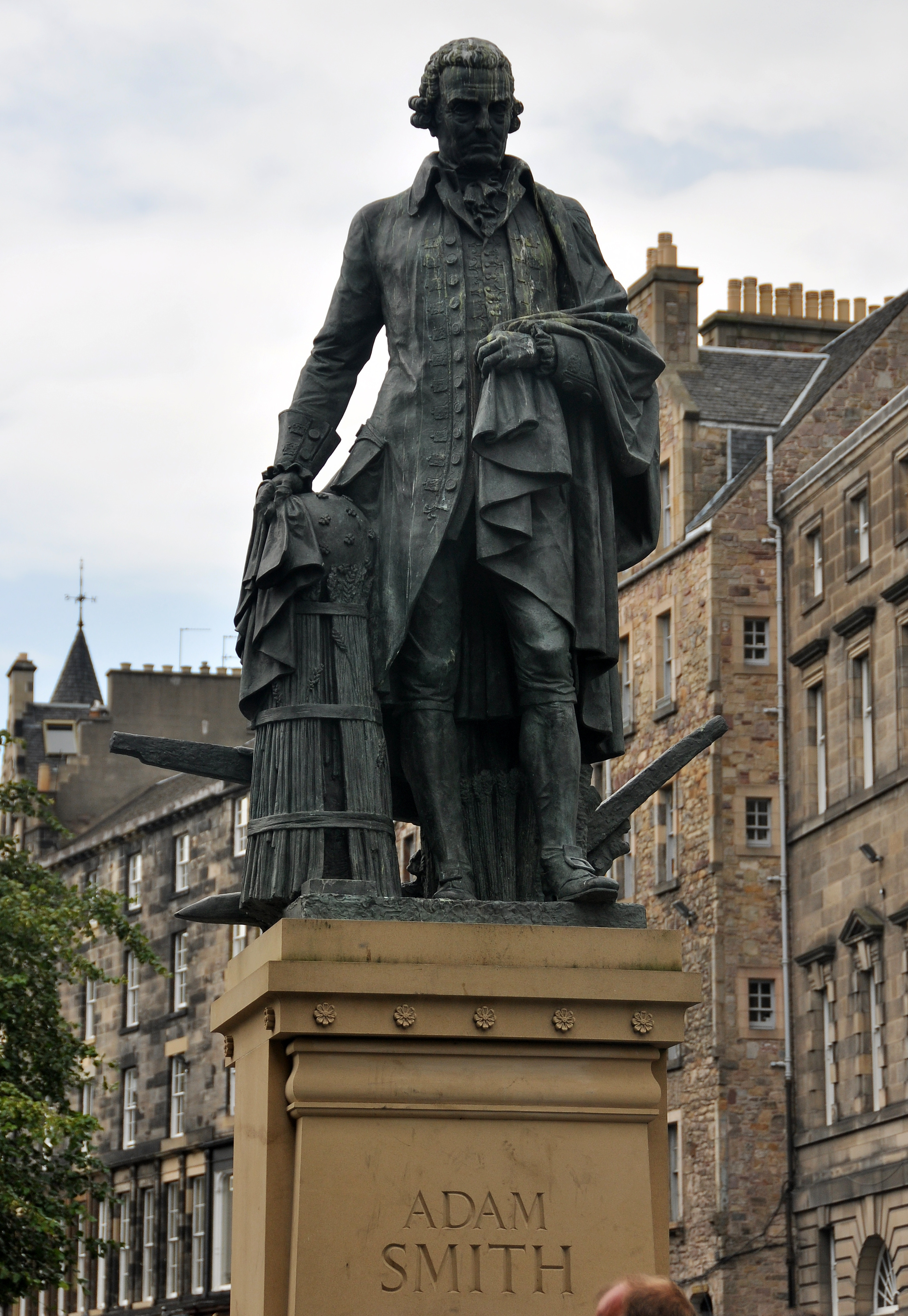
Пам'ятник Адаму Сміту (1723-1790), Единбург, 2008

В Единбурзі у 2008 р. зведено пам'ятник Адаму Сміту - засновнику сучасної економічної теорії.

## Економіка
За економічним розвитком Единбург перевершує всі інші міста в Великої Британії за винятком Лондона і має найвищий відсоток професіоналів у країні, причому 43% жителів мають ступінь або професійну кваліфікацію. За даними Центру міжнародної конкурентоспроможності, це найконкурентоспроможніше велике місто у Великої Британії. Місто також має найвищу валову додану вартість на одного працівника у Великій Британії за межами Лондона (57 594 фунтів стерлінгів 2010 року). За версією журналу Financial Times, Единбург є найкращим європейським містом для прямих іноземних інвестицій.
У XIX столітті основою економіки Единбурга були банківська діяльність, поліграфія та пивоваріння. Сьогодні його економіка заснована головним чином на фінансових послугах, наукових дослідженнях, вищій освіті та туризмі. Единбург є другим містом у Великої Британії (після Лондона) за відвідуваністю іноземними туристами.

## Транспорт
Единбурзький аеропорт — найжвавіший і найбільший аеропорт у Шотландії та головні міжнародні ворота міста. 2016 року послугами аеропорту скористалося понад 12 мільйонів пасажирів. Через збільшення числа пасажирів передбачається розширити аеропорт і термінал, також обговорюється можливість будівництва другої злітно-посадкової смуги.
Пасажирські перевезення в Единбурзі здійснюються переважно автобусами. Найбільшою автобусною компанією міста є Lothian Buses, яка займається перевезенням пасажирів як в межах міста, так і в передмістях, та контролює більшу частину міських автобусних маршрутів, причому більшість маршрутів проходить через Прінсес-стріт. 2010 року автобуси цієї компанії перевезли 109 мільйонів пасажирів.
Залізнична станція Единбург-Веверлі є другою за пасажирообігом залізничною станцією Шотландії, і тільки станція Глазго-Центр приймає і відправляє більше пасажирів. Единбург-Веверлі є п'ятою найзавантажнейшею станцією за межами Лондона; це також друга за величиною станція Великої Британії за кількістю платформ і за площею.
31 травня 2014 року почала діяти трамвайна лінія завдовжки 14 км, що сполучила Йорк-Плейс у центрі міста з Единбурзьким міжнародним аеропортом, який розташований західніше столиці Шотландії. Единбург майже 60 років обходився без трамваїв, адже Единбурзька корпорація трамвайних ліній — трамвайна мережа першого покоління — припинила свою діяльність 16 листопада 1956 року.

## Культура
У серпні в місті проводиться щорічний Единбурзький фестиваль, який фактично об'єднує низку формально незалежних тематичних фестивалів (Единбурзький міжнародний фестиваль, Единбурзький міжнародний книжковий фестиваль та інші). У цей період спостерігається значний наплив туристів до міста. У цілому ж, щорічно Единбург відвідують близько 1,3 млн туристів, що робить місто другим за популярністю (після Лондона) туристичним напрямом Великої Британії. Також в Единбурзі є Українська церква, консульство України, дім української діаспори в Единбурзі а також єдиний український ресторан суші у Великій Британії Minami Sushi.

### Музеї
- Національний музей Шотландії
- Національна галерея Шотландії

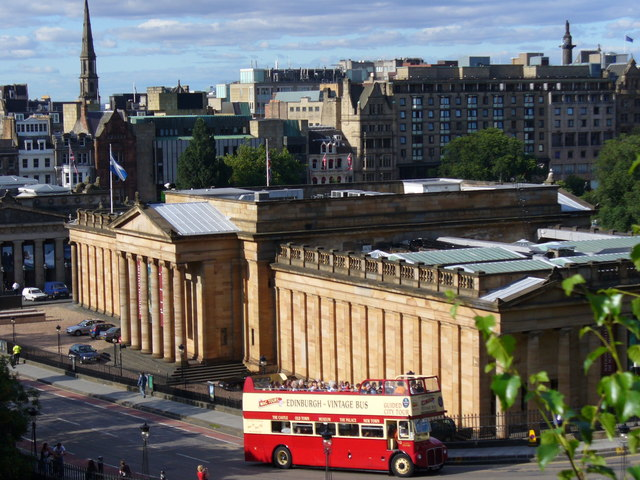
Національна галерея Шотландії

- Національна портретна галерея Шотландії
- Шотландська національна галерея сучасного мистецтва
- Друга галерея сучасного мистецтва (галерея Діна)
- Музей народної історії
- Музей Единбурга
- Корабель-музей HMY Britannia
- Музей письменників
- Музичний музей St Cecilia's Hall
- Музей дитинства

## Освіта

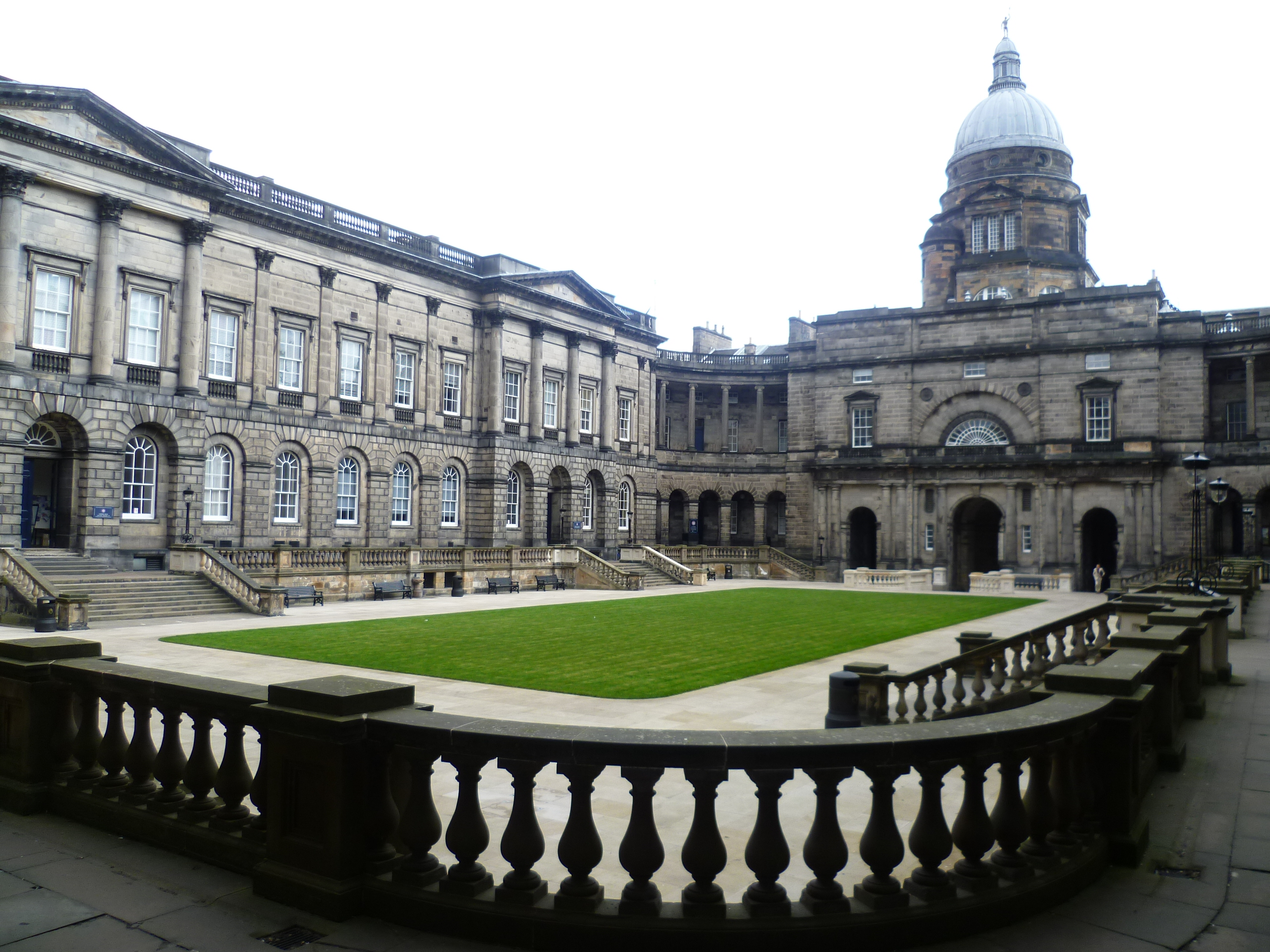
Олд-Коледж Единбурзького університету

### Університети і коледжі
- Единбурзький університет
- Університет Геріот-Ватт
  - Единбурзька школа бізнесу
- Единбурзький університет Непера[en]
- Університет королеви Маргарет

## Спорт
В Единбурзі базуються футбольні клуби Гарт оф Мідлотіан і Гіберніан.

### Клімат
Клімат Единбурга визначається розташуванням міста на березі Північного моря та є порівняно м'яким, як для високої північної широти. Взимку температура рідко опускається нижче 0 °C, а влітку, як правило, не піднімається вище 22 °C. Розташований між морем та горами Единбург відомий своїми вітрами, переважно південно-західного напрямку, які приносять до міста тепле повітря з Гольфстриму.
| Клімат Единбурга (Королівські ботанічні сади) | Клімат Единбурга (Королівські ботанічні сади) | Клімат Единбурга (Королівські ботанічні сади) | Клімат Единбурга (Королівські ботанічні сади) | Клімат Единбурга (Королівські ботанічні сади) | Клімат Единбурга (Королівські ботанічні сади) | Клімат Единбурга (Королівські ботанічні сади) | Клімат Единбурга (Королівські ботанічні сади) | Клімат Единбурга (Королівські ботанічні сади) | Клімат Единбурга (Королівські ботанічні сади) | Клімат Единбурга (Королівські ботанічні сади) | Клімат Единбурга (Королівські ботанічні сади) | Клімат Единбурга (Королівські ботанічні сади) | Клімат Единбурга (Королівські ботанічні сади) |
| Показник                                      | Січ.                                          | Лют.                                          | Бер.                                          | Квіт.                                         | Трав.                                         | Черв.                                         | Лип.                                          | Серп.                                         | Вер.                                          | Жовт.                                         | Лист.                                         | Груд.                                         | Рік                                           |
| Абсолютний максимум, °C                       | 15,0                                          | 15,2                                          | 20,0                                          | 22,8                                          | 29,0                                          | 27,8                                          | 30,0                                          | 31,4                                          | 26,7                                          | 24,4                                          | 17,3                                          | 15,4                                          | 31,4                                          |
| Середній максимум, °C                         | 7,0                                           | 7,5                                           | 9,5                                           | 11,8                                          | 14,7                                          | 17,2                                          | 19,1                                          | 18,9                                          | 16,5                                          | 13,1                                          | 9,6                                           | 7,0                                           | 12,66                                         |
| Середній мінімум, °C                          | 1,4                                           | 1,5                                           | 2,8                                           | 4,3                                           | 6,8                                           | 9,7                                           | 11,5                                          | 11,4                                          | 9,4                                           | 6,5                                           | 3,7                                           | 1,3                                           | 5,86                                          |
| Абсолютний мінімум, °C                        | −15,5                                         | −11,7                                         | −11,1                                         | −6,1                                          | −2,4                                          | 1,1                                           | 4,4                                           | 2,2                                           | −1,1                                          | −3,7                                          | −8,3                                          | −11,5                                         | −15,5                                         |
| Середня кількість сонячних годин на місяць    | 53,5                                          | 78,5                                          | 114,8                                         | 144,6                                         | 188,4                                         | 165,9                                         | 172,2                                         | 161,5                                         | 128,8                                         | 101,2                                         | 71,0                                          | 46,2                                          | 1426,6                                        |
| Норма опадів, мм                              | 67.5                                          | 47.0                                          | 51.7                                          | 40.5                                          | 48.9                                          | 61.3                                          | 65.0                                          | 60.2                                          | 63.7                                          | 75.6                                          | 62.1                                          | 60.8                                          | 704.3                                         |
| Днів з дощем                                  | 12,5                                          | 9,4                                           | 9,9                                           | 8,8                                           | 9,6                                           | 9,6                                           | 9,5                                           | 9,7                                           | 10,2                                          | 12,4                                          | 11,2                                          | 11,4                                          | 124,2                                         |
| --------------------------------------------- | --------------------------------------------- | --------------------------------------------- | --------------------------------------------- | --------------------------------------------- | --------------------------------------------- | --------------------------------------------- | --------------------------------------------- | --------------------------------------------- | --------------------------------------------- | --------------------------------------------- | --------------------------------------------- | --------------------------------------------- | --------------------------------------------- |
| Джерело: Met Office                           |                                               |                                               |                                               |                                               |                                               |                                               |                                               |                                               |                                               |                                               |                                               |                                               |                                               |

| Клімат Единбург/Барбенк                    | Клімат Единбург/Барбенк | Клімат Единбург/Барбенк | Клімат Единбург/Барбенк | Клімат Единбург/Барбенк | Клімат Единбург/Барбенк | Клімат Единбург/Барбенк | Клімат Единбург/Барбенк | Клімат Единбург/Барбенк | Клімат Единбург/Барбенк | Клімат Единбург/Барбенк | Клімат Единбург/Барбенк | Клімат Единбург/Барбенк | Клімат Единбург/Барбенк |
| Показник                                   | Січ.                    | Лют.                    | Бер.                    | Квіт.                   | Трав.                   | Черв.                   | Лип.                    | Серп.                   | Вер.                    | Жовт.                   | Лист.                   | Груд.                   | Рік                     |
| Середній максимум, °C                      | 6,6                     | 7,0                     | 9,0                     | 11,6                    | 14,6                    | 17,2                    | 19,2                    | 19,1                    | 16,6                    | 12,9                    | 9,2                     | 6,6                     | 12,5                    |
| Середній мінімум, °C                       | 1,1                     | 1,3                     | 2,6                     | 4,1                     | 6,5                     | 9,1                     | 10,9                    | 10,8                    | 9,2                     | 6,2                     | 3,6                     | 1,1                     | 5,6                     |
| Середня кількість сонячних годин на місяць | 45,5                    | 69,6                    | 106,9                   | 136,3                   | 188,3                   | 154,1                   | 170,7                   | 149,0                   | 125,5                   | 96,1                    | 65,2                    | 35,3                    | 1342,7                  |
| Норма опадів, мм                           | 76.3                    | 53.8                    | 55.9                    | 46.1                    | 49.0                    | 61.5                    | 64.1                    | 67.8                    | 58.0                    | 84.5                    | 73.7                    | 63.6                    | 754.2                   |
| Днів з дощем                               | 13,6                    | 9,8                     | 11,8                    | 9,8                     | 11,4                    | 10,4                    | 10,2                    | 11,2                    | 10,4                    | 12,8                    | 13,0                    | 12,9                    | 137,2                   |
| ------------------------------------------ | ----------------------- | ----------------------- | ----------------------- | ----------------------- | ----------------------- | ----------------------- | ----------------------- | ----------------------- | ----------------------- | ----------------------- | ----------------------- | ----------------------- | ----------------------- |
| Джерело: Met Office                        |                         |                         |                         |                         |                         |                         |                         |                         |                         |                         |                         |                         |                         |

## Відомі особистості
- Джон Непер (1550—1617) — шотландський математик, який винайшов логарифм
- Адам Сміт (1723—1790) — шотландський економіст, засновник сучасної економічної теорії.
- Джеймс Гаттон (1726—1797) — шотландський натураліст і геолог
- Генрі Реберн (1756—1823) — британський художник-портретист.
- Вальтер Скотт (1771—1832) — шотландський письменник, поет, драматург і історик, найбільш відомий як автор історичних романів.
- Вільям Аллан (1782—1850) — шотландський живописець
- Едвард Блор (1787—1879) — британський архітектор.
- Джеймс Клерк Максвелл (1831—1879) — шотландський фізик, який розробив теорію електромагнітного поля.
- Александер Грем Белл (1847—1922) — американський вчений шотландського походження, винахідник телефону.
- Роберт Луїс Стівенсон (1850—1894) — письменник, автор роману «Острів скарбів».
- Артур Конан Дойл (1859—1930) — письменник, відомий насамперед своїми творами про Шерлока Холмса та професора Челленджера
- Девід Торренс (1864—1951) — шотландський кіноактор
- Фріда Інескорт (1901—1976) — шотландська акторка.
- Ентоні Доусон (1916—1992) — шотландський актор
- Мюріел Спарк (1918—2006) — британська письменниця, драматургиня, поетка і літературна критикиня.
- Шон Коннері (1930—2020) — шотландський кіноактор і продюсер.
- Кріс Крістоферсон (*1936) — вокаліст, гітарист, композитор, автор текстів і актор.
- Джеймс Піс (*1963) — шотландський композитор

## Галерея

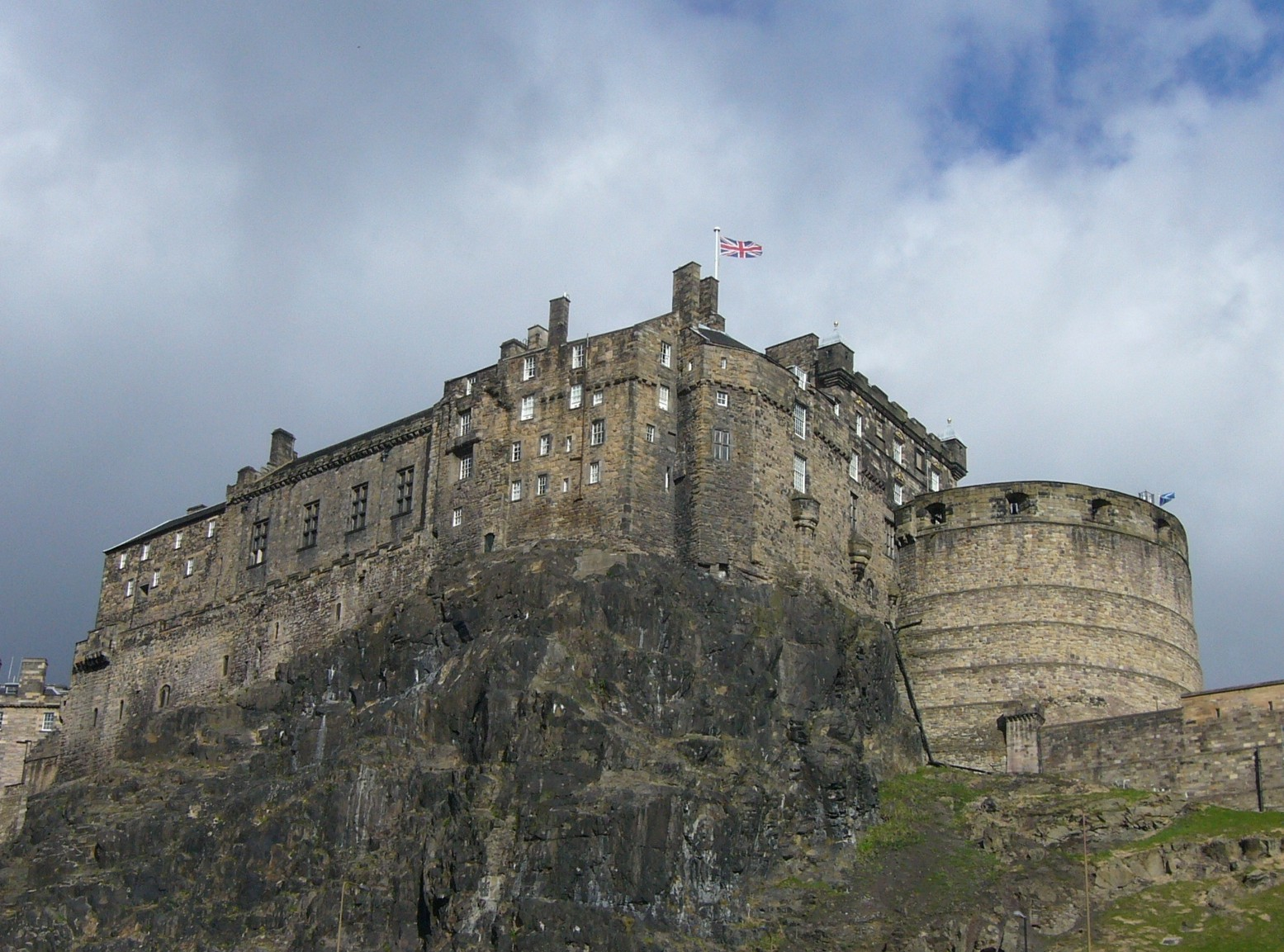
Единбурзький замок
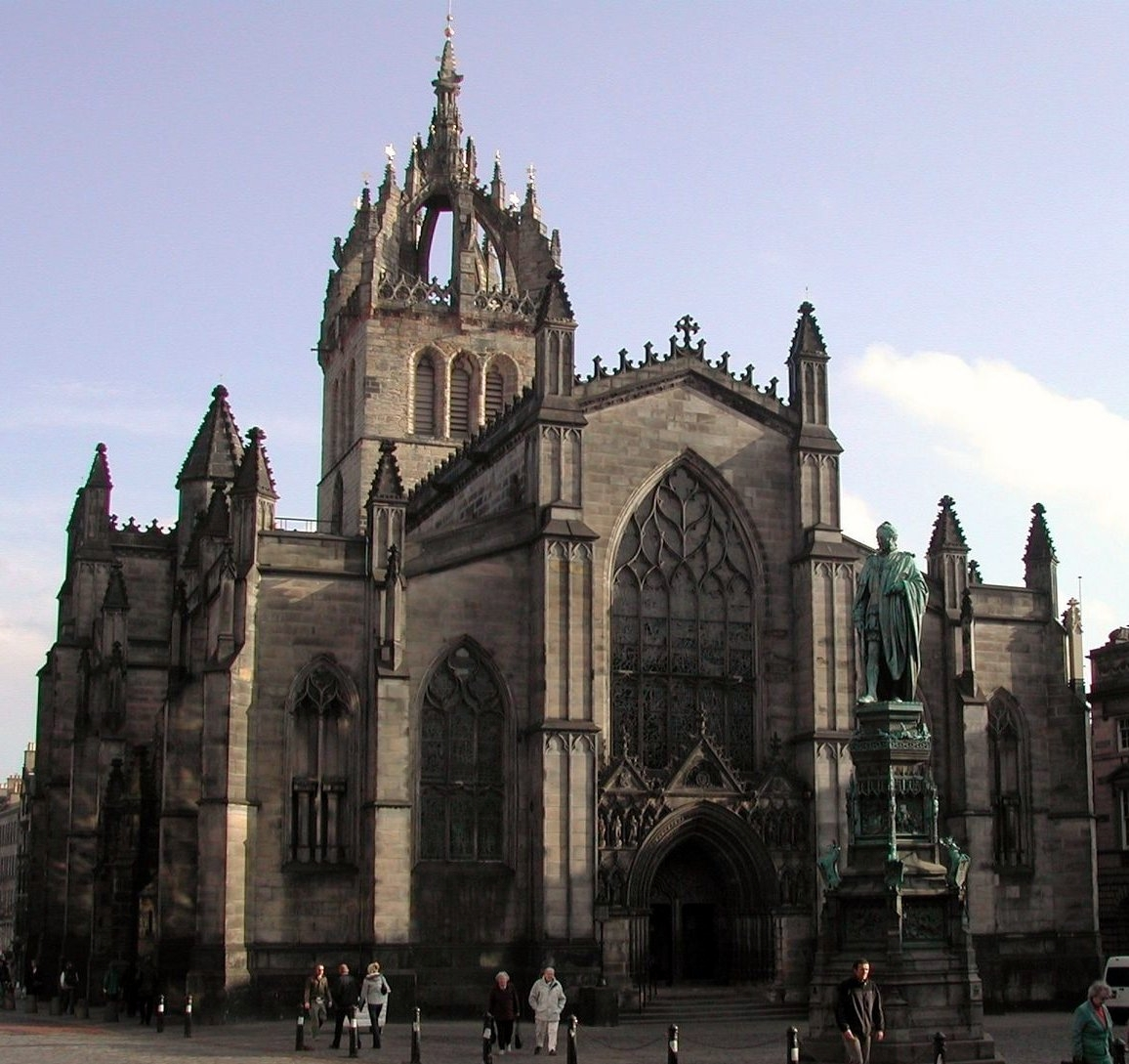
Собор Сент-Джайлс
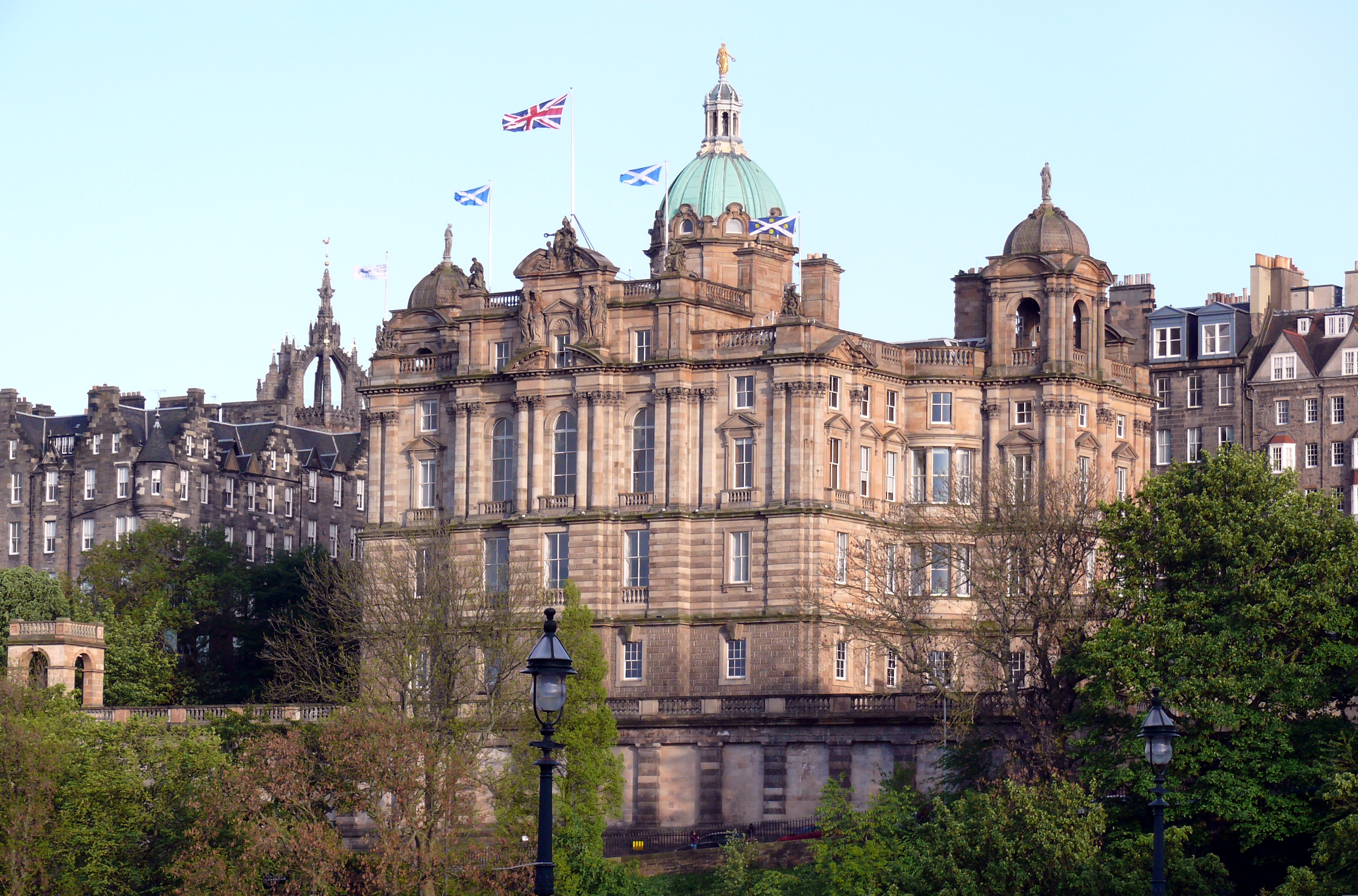
Банк Шотландії
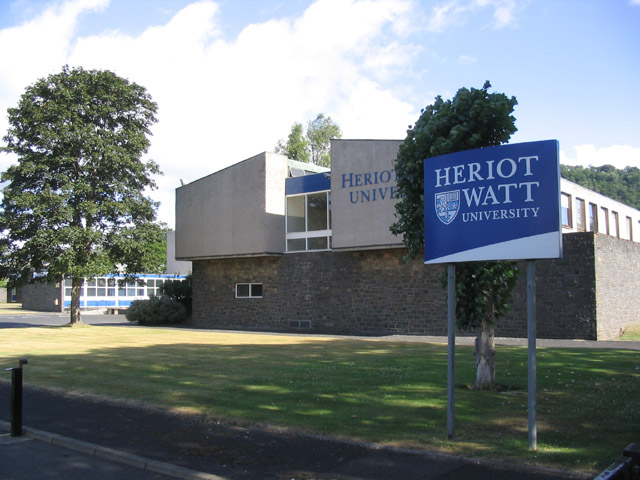
Університет Геріот-Ватт
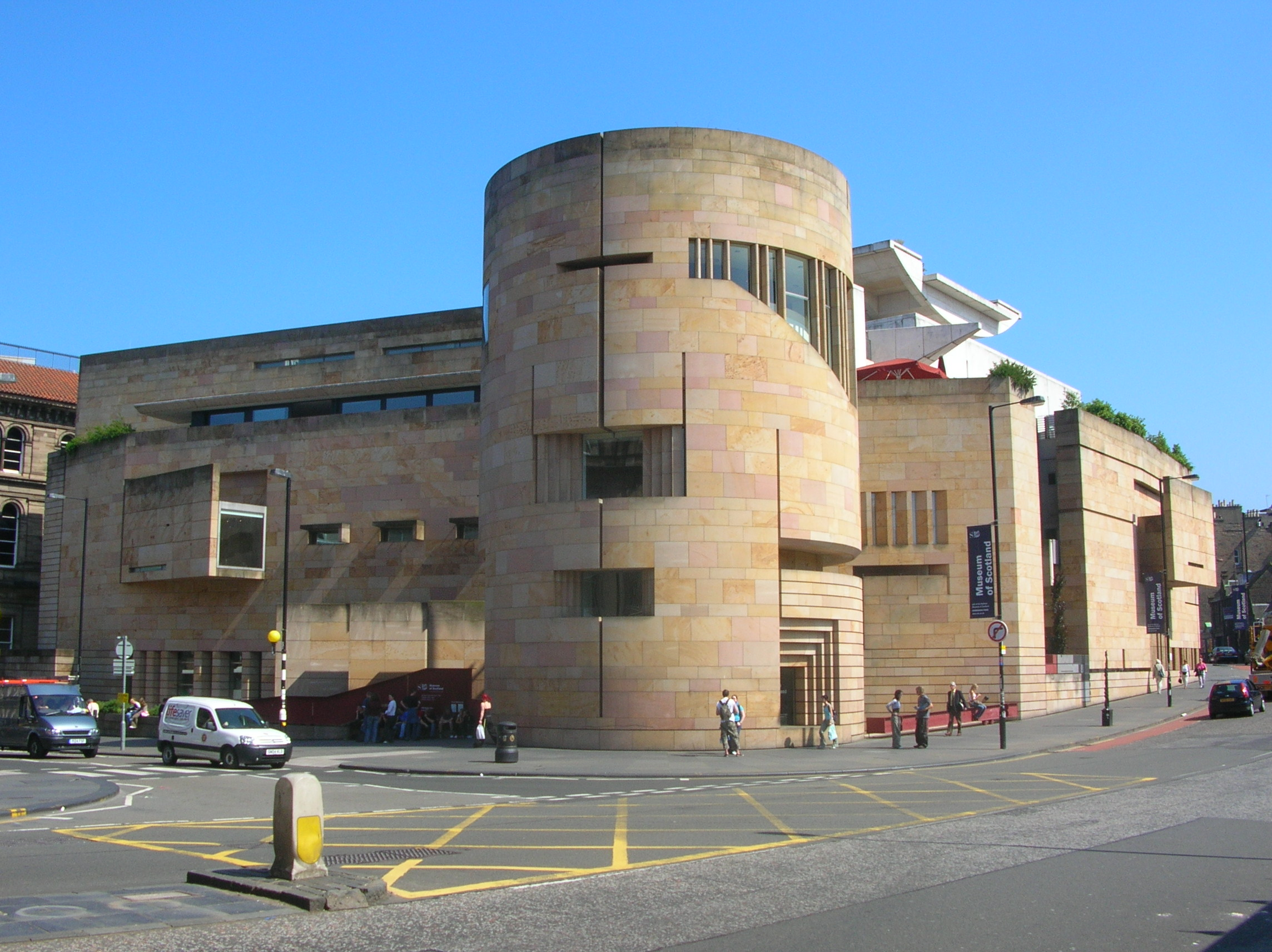
Національний музей Шотландії
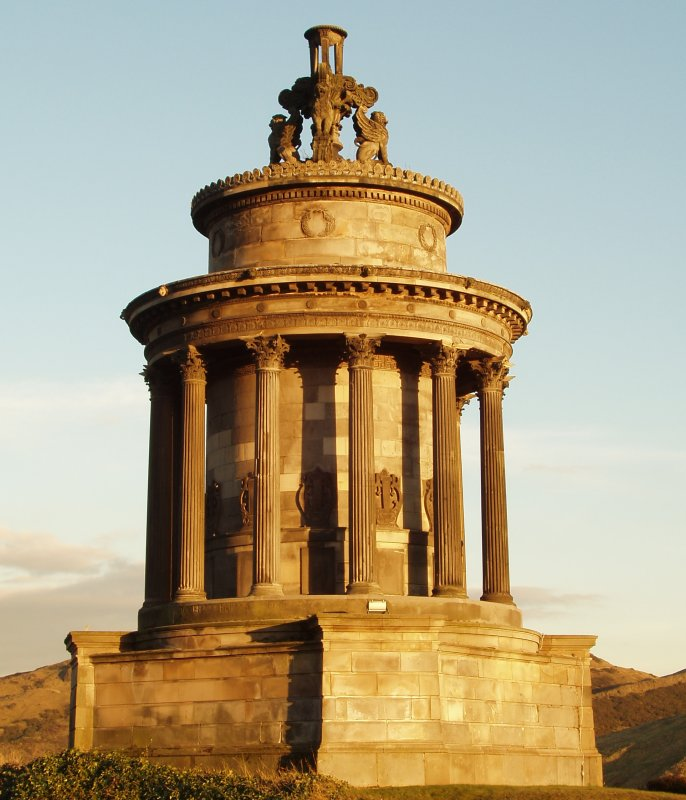
Монумент Роберту Бернсу
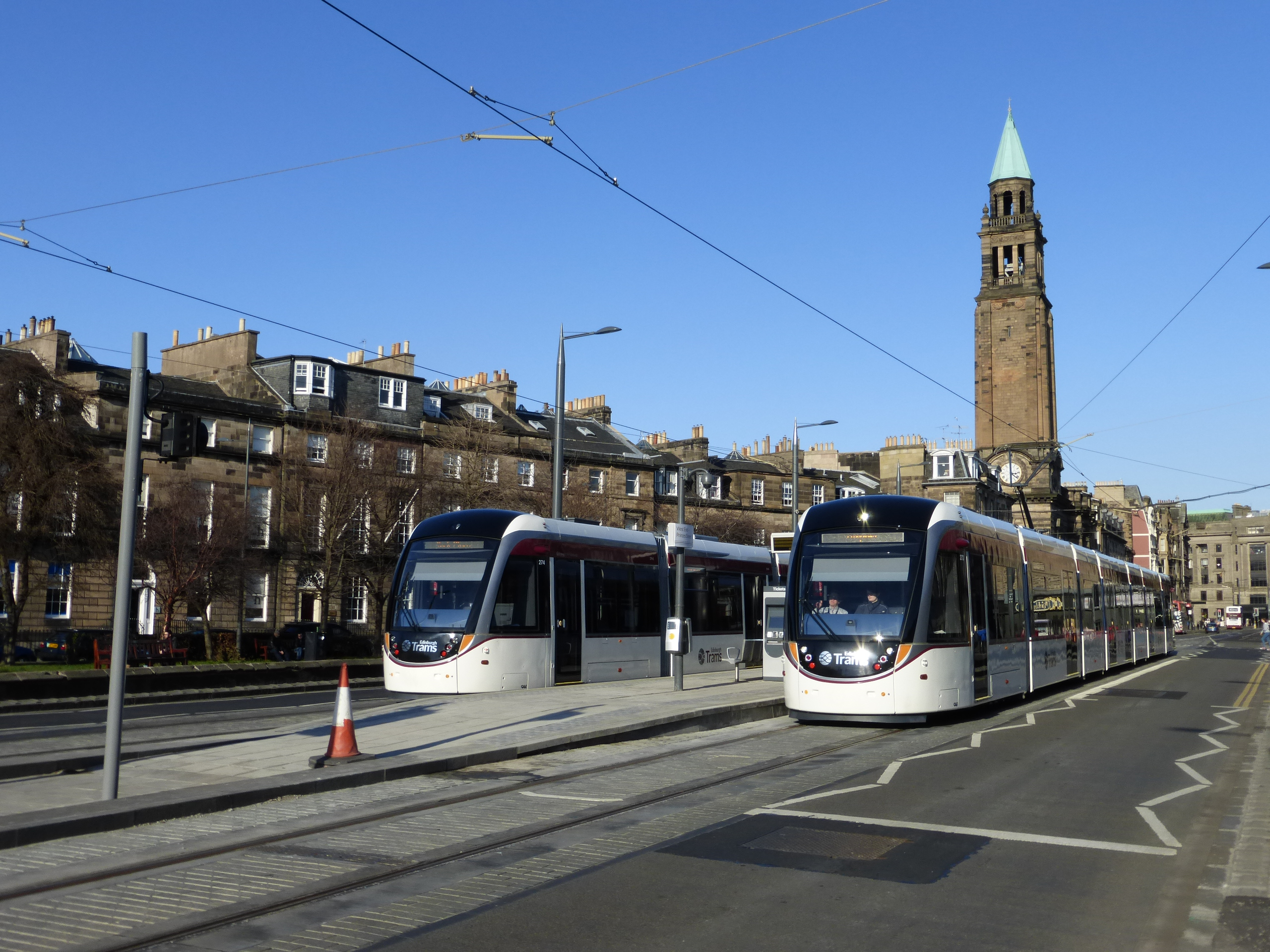
Единбурзький трамвай
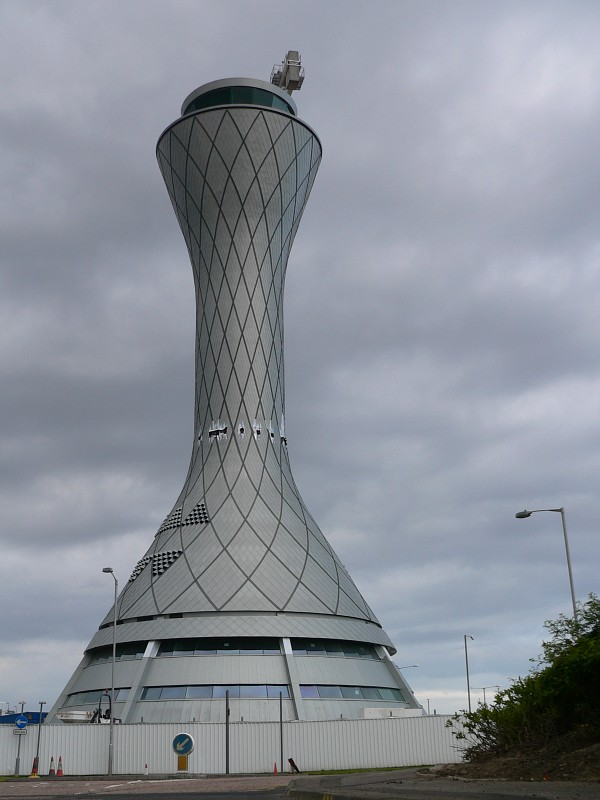
Диспетчерська вежа Единбурзького аеропорту